# أردولي
أردولي، (بالإنجليزية: Ardauli)‏، هي بلدية في مقاطعة أوريستانو، في منطقة سردينيا الإيطالية، وتقع على بعد حوالي 100 كيلومتر (62 ميل) إلى الشمال من كالياري، وحوالي 35 كم (22 ميل) شمال شرق أوريستانو.

## السكان
تطور النمو السكاني لـ أردولي